# Olympische Sommerspiele 2016/Trampolinturnen
Bei den Olympischen Spielen 2016 in Rio de Janeiro wurden vom 12. bis 13. August 2016 in der HSBC Arena, die während der Spiele aus sponsorenrechtlichen Gründen Rio Olympic Arena hieß, zwei Wettbewerbe im Trampolinturnen ausgetragen. Genau wie in London 2012 gab es jeweils einen Einzelwettbewerb für Frauen und Männer. Damit war Trampolinturnen zum fünften Mal im olympischen Programm.

## Wettbewerbe und Zeitplan

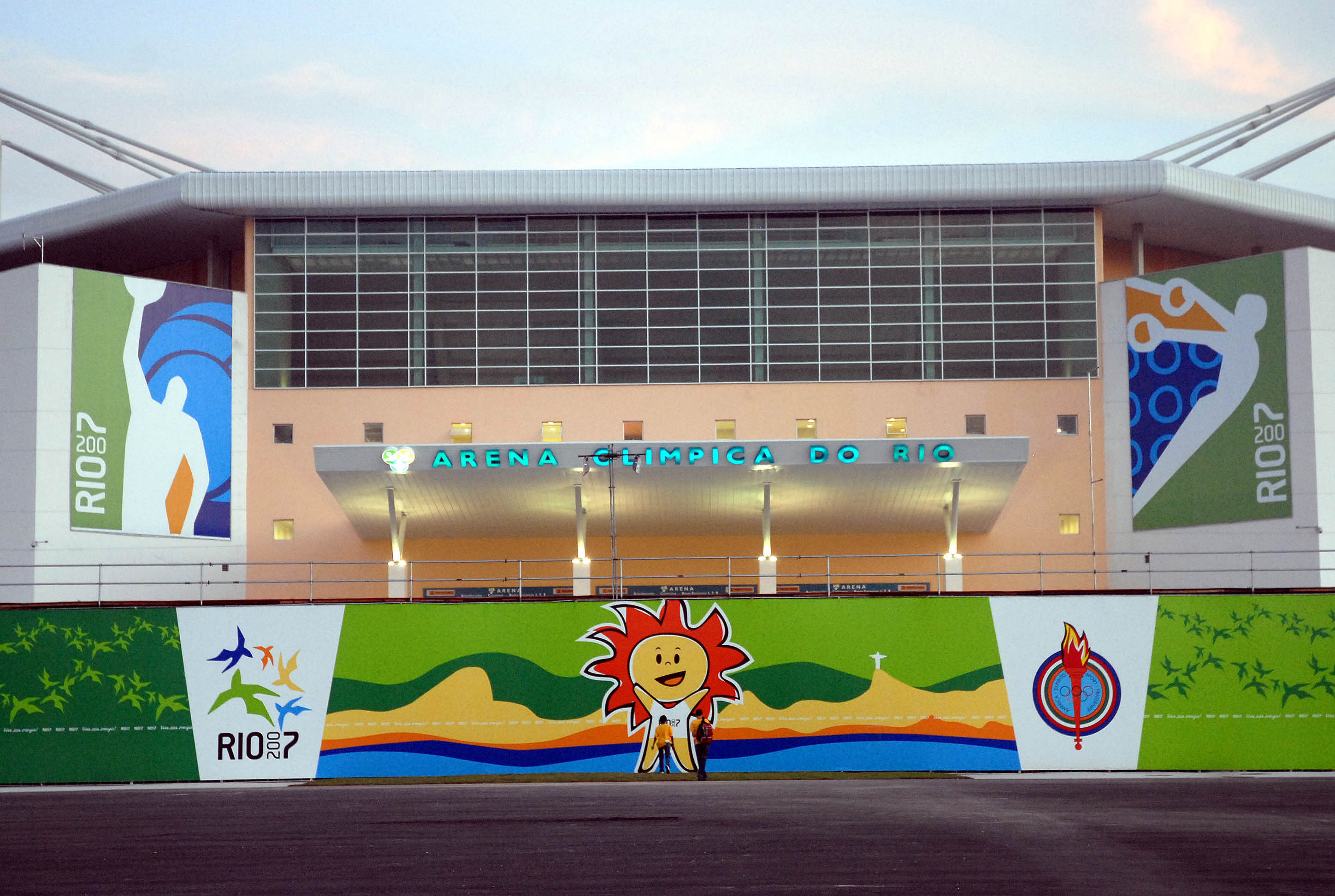
Die Rio Olympic Arena (HSBC Arena) – Austragungsort der Wettbewerbe im Trampolinturnen

| Wettbewerbe und Zeitplan Trampolinturnen | Wettbewerbe und Zeitplan Trampolinturnen | Wettbewerbe und Zeitplan Trampolinturnen |
| Wettbewerbe                              | August                                   | August                                   |
| Frauen                                   | 12.                                      | 13.                                      |
| ---------------------------------------- | ---------------------------------------- | ---------------------------------------- |
| Einzel                                   |                                          |                                          |
| Männer                                   | 12.                                      | 13.                                      |
| Einzel                                   |                                          |                                          |

## Ergebnisse

### Männer
| Platz | Land | Athlet                 | Punkte |
| ----- | ---- | ---------------------- | ------ |
| 1     | BLR  | Uladsislau Hantscharou | 61,745 |
| 2     | CHN  | Dong Dong              | 60,535 |
| 3     | CHN  | Gao Lei                | 60,175 |
| 4     | JPN  | Ginga Munetomo         | 59,535 |
| 5     | RUS  | Dmitri Uschakow        | 59,525 |
| 6     | JPN  | Masaki Itō             | 58,800 |
| 7     | NZL  | Dylan Schmidt          | 57,140 |
| 8     | RUS  | Andrei Judin           | 06,815 |

Datum: 13. August 2016

### Frauen
| Platz | Land | Athletin            | Punkte |
| ----- | ---- | ------------------- | ------ |
| 1     | CAN  | Rosannagh MacLennan | 56,465 |
| 2     | GBR  | Bryony Page         | 56,040 |
| 3     | CHN  | Li Dan              | 55,885 |
| 4     | CHN  | He Wenna            | 55,570 |
| 5     | BLR  | Tazzjana Pjatrenja  | 54,650 |
| 6     | GBR  | Kat Driscoll        | 53,645 |
| 7     | GEO  | Luba Golowina       | 51,010 |
| 8     | BLR  | Hanna Hartschonak   | 05,700 |

Datum: 12. August 2016

## Medaillenspiegel
| Platz | Land                | G | S | B | Gesamt |
| ----- | ------------------- | - | - | - | ------ |
| 1     | Kanada              | 1 | – | – | 1      |
| 1     | Belarus             | 1 | – | – | 1      |
| 3     | Volksrepublik China | – | 1 | 2 | 3      |
| 4     | Großbritannien      | – | 1 | – | 1      |
| Total | Total               | 2 | 2 | 2 | 6      |

## Qualifikation

### Qualifikationskriterien
Es nahmen 32 Athleten an den Wettbewerben teil, jeweils 16 Frauen und Männer. Pro Land durften maximal zwei Athleten teilnehmen.

### Gewonnene Quotenplätze
| Gewonnene Quotenplätze nach NOKs | Gewonnene Quotenplätze nach NOKs | Gewonnene Quotenplätze nach NOKs | Gewonnene Quotenplätze nach NOKs |
| NOK                              | Frauen                           | Männer                           | Gesamt                           |
| -------------------------------- | -------------------------------- | -------------------------------- | -------------------------------- |
| Australien                       |                                  | 1                                | 1                                |
| Belarus                          | 2                                | 1                                | 3                                |
| Brasilien                        |                                  | 1                                | 1                                |
| China                            | 2                                | 2                                | 4                                |
| Deutschland                      | 1                                |                                  | 1                                |
| Frankreich                       | 1                                | 1                                | 2                                |
| Georgien                         | 1                                |                                  | 1                                |
| Großbritannien                   | 2                                | 1                                | 3                                |
| Japan                            | 1                                | 2                                | 3                                |
| Kanada                           | 1                                | 1                                | 2                                |
| Neuseeland                       |                                  | 1                                | 1                                |
| Portugal                         | 1                                | 1                                | 2                                |
| Russland                         | 1                                | 2                                | 3                                |
| Kasachstan                       |                                  | 1                                | 1                                |
| Ukraine                          | 1                                |                                  | 1                                |
| USA                              | 1                                | 1                                | 2                                |
| Usbekistan                       | 1                                |                                  | 1                                |
| Quotenplätze Gesamt              | 16                               | 16                               | 32                               |